# テュルク・ハワ・ヨルラル
テュルク・ハワ・ヨルラル（Türk Hava Yolları）はトルコの国営航空会社であるターキッシュ エアラインズが所有するイスタンブールを本拠地とするスポーツクラブチームである。2023/24シーズンはトルコ女子バレーボールリーグ1部に所属している。

## 歴史
1979年に設立。1985年にはトルコ女子バレーボールリーグに参戦したが、1993/94シーズンをもって一度は撤退した。2016年にターキッシュ エアラインズの取締役会にて会長であるイルケル・アイジュがクラブの会長に選出されたことにより、バレーボールクラブの競技復帰し、3部リーグに参戦した。2017/18シーズンは海外から選手を招聘し2部リーグで優勝を果たした。2018/19シーズンには1部リーグに参戦し、トルコリーグ6位、トルコカップ5位の成績をおさめた。2019/20シーズンはCEVチャレンジカップで優勝したが、新型コロナウイルスによるリーグ休止のため6位で終えた。2020/21シーズンは監督にイタリア出身のマルチェロ・アボンダンツァを迎え、トルコリーグのレギュラーラウンドを4位で終え、プレーオフでは3位に入り歴代最高の順位でシーズンを終えた。2021/22シーズンはレギュラーラウンド、プレーオフともに4位となった。2022年の欧州チャンピオンズリーグに出場した。2022/23シーズンはトルコリーグを4位、CEVカップで3位となった。2023/24シーズンはブラジル代表監督を務めるジョゼ・ギマラエスが監督に就任した。

## 主な成績
欧州チャンピオンズリーグ
- 2022年 - 11位

 トルコリーグ
- 2018/19シーズン - 6位
- 2020/21シーズン - 3位
- 2021/22シーズン - 4位
- 2022/23シーズン - 4位

 トルコカップ
- 2022年 - 3位

## 登録選手
2024-25年シーズンの登録選手は次の通り。
| 背番号 | 国籍/名前                | ポジション           | 身長 | 備考 |
| ------ | ------------------------ | -------------------- | ---- | ---- |
| 1      | Melis Yılmaz             | リベロ               | 1.67 |      |
| 2      | Buse Kayacan Sonsırma    | リベロ               | 1.76 |      |
| 3      | Emine Arıcı              | ミドルブロッカー     | 1.92 |      |
| 4      | トゥーバ・イヴェギン     | アウトサイドヒッター | 1.85 |      |
| 6      | Özlem Tuğral             | セッター             | 1.83 |      |
| 7      | Çağla Çiçekoğlu          | セッター             | 1.78 |      |
| 9      | ビュスラ・ジャンス       | ミドルブロッカー     | 1.88 |      |
| 11     | アンティ・バシラントナキ | アウトサイドヒッター | 1.96 |      |
| 12     | ディアナ・ドゥアルテ     | ミドルブロッカー     | 1.94 |      |
| 13     | ネリマン・オズソイ       | アウトサイドヒッター | 1.88 |      |
| 17     | ジュリア・バーグマン     | アウトサイドヒッター | 1.96 |      |
| 21     | ロベルタ・ラツキ         | セッター             | 1.85 |      |
| 44     | Karmen Aksoy             | ミドルブロッカー     | 1.92 |      |

## 主な歴代所属選手
| - オズゲ・チェンベルジ - バハル・トクソイ - セニイェ・ダルベレル - ナズ・アイデミル - ポレン・ウスルペフリワン - アスル・カラチ - オズゲ・ユルトダギュレン - シェイマ・エルジャン - キュブラ・アクマン - テトリ・ディクソン - マディソン・リッシェル - ローレン・カーリニ | - イェレナ・ニコリッチ - アネタ・ハブリチコバ - フリスティナ・ルセバ - ドブリアナ・ラバジエバ - フレヤ・アールブレヒト - ポリーナ・ラヒモワ - アンネ・バイス - ハナ・オルトマン - マクリス・カルネイロ - エミリー・マグリオ - キアラ・バンライク - ステファニー・エンライト - ダリ・サンタナ |